# Benvenuti a Cedar Rapids
Benvenuti a Cedar Rapids (Cedar Rapids) è un film del 2011 diretto da Miguel Arteta.
Pellicola prodotta negli Stati Uniti, con protagonisti Ed Helms, Sigourney Weaver, John C. Reilly ed Anne Heche.

## Trama
Tim è un assicuratore che non si è mai spostato dalla sua cittadina nel Wisconsin e che ha una relazione con la sua ex insegnante Macy. Costretto a sostituire un collega morto "indecentemente", parte alla volta di Cedar Rapids (nell'Iowa) per partecipare ad un convegno. Arrivato in hotel, sfugge dai suoi parametri da provinciale e fa amicizia con due compagni di stanza, prima di dedicarsi ad altre attività di svago sentimentale.